# Rivière Tamarac (rivière Gatineau)
Pour les articles homonymes, voir Tamarac.
Ne doit pas être confondu avec Tamarack.
La rivière Tamarac est un affluent du lac du Pain de Sucre, coulant au nord du fleuve Saint-Laurent, d’abord dans Senneterre (MRC de La Vallée-de-l'Or), en Abitibi-Témiscamingue et dans le territoire de La Tuque, dans la région administrative de la Mauricie, au Québec, au Canada.
Ce cours d’eau coule entièrement dans une petite vallée en zone forestière. Cette zone est sans villégiature, on note toutefois la présence d’une pourvoirie axée sur la pêche sportive qui n’est accessible que par hydravion.
La surface de la rivière Tamarac est généralement gelée du début de décembre jusqu’au début d’avril.

## Géographie
La rivière Tamarac prend sa source à l’embouchure d’un lac Tamarac (longueur : 4,9 km ; altitude : 444 m), dans le territoire de la ville de Senneterre. Ce lac est situé à 134 km à l'est du centre-ville de Senneterre (ville) et à 75 km au nord-ouest du centre du village de Parent.
À partir du barrage situé à l’embouchure du lac Tamarac, la rivière Tamarac coule sur environ 47 km généralement vers le sud 
jusqu'a son embouchure sur sur la rive ouest de la partie nord du lac du Pain de Sucre lequel constitue le lac de tête de la rivière Gatineau. Cette dernière se déverse dans la rivière des Outaouais.

## Toponymie
Au Canada français , le toponyme « Rivière Tamarac » a été officialisé le 5 décembre 1968 à la Commission de toponymie du Québec, soit à la créationde cette commission. Dans la culture des Algonquins et des Attikameks , les rivières Tamarac, Clova, Douville, McLaren, Des Rapides et Gatineau sont une seule entité dénommée « Grande rivière ». Un géographe de la nouvelle-France, Jean-Baptiste-Louis Franquelin utilise cette désignation autochtone dans sa cartographie.